# Spider Murphy Gang
Spider Murphy Gang é uma banda alemã de pop rock, formada em 1977, na cidade de Munique. O nome da banda é inspirado em uma canção de Elvis Presley, "Jailhouse Rock", onde se ouve em um trecho que a banda do cantor tem um saxofonista chamado Spider Murphy.